# Hyllisia truncata
Hyllisia truncata är en skalbaggsart som beskrevs av Stefan von Breuning 1956. Hyllisia truncata ingår i släktet Hyllisia och familjen långhorningar. Inga underarter finns listade i Catalogue of Life.